# Lista de capítulos de Tokyo Ghoul:re
O mangá Tokyo Ghoul:re ( 東京喰種:re Tōkyō Gūru:re ) é escrito e ilustrado por Sui Ishida, e foi publicado pela editora Shueisha na revista semanal Young Jump. O mangá é uma sequel da série Tokyo Ghoul. O primeiro capítulo de Tokyo Ghoul:re foi publicado em outubro de 2014, foram compilados em um total de 16 volumes tankōbon. Nesta página, os capítulos estão listados por volume com seus respectivos títulos originais (títulos originais na coluna secundária, os volumes de Tokyo Ghoul:re não são titulados). Alguns capítulos saíram apenas na Young Jump, não tendo sido lançados na forma de volumes, porém, eles também estarão listados aqui.
No Brasil, o mangá é publicado pela Editora Panini, desde novembro de 2017.
Em Portugal, será publicado a 18 de Maio de 2019, pela Editora Devir.

## Volumes 1~Atual
| - 1. Osso - 2. O Elmo Negado e a Temerosa Serpente - 3. Sino - 4. Ovelha e Mestre, Visão e Corpo - 5. Pessoas Persistentes - 6. Aposta Ruim para o Possuído - 7. Pessoas no Escuro - 8. Agente - 9. Sentimentos Herdados | - 1. 骨 (Hone) - 2. 委舵と畏蛇 (Ida to Ida) - 3. 鐘 (Kane) - 4. 未と師、視と屍 (Mi to Shi, Mi to Shi) - 5. 執徒 (Shitto) - 6. 握人への悪賭 (Akuto e no Akuto) - 7. 昧人 (Maindo) - 8. 代行者 (Daikōsha) - 9. 継情 (Keijō) |

| - 10. Pseudo Limite - 11. O Valor da Espera - 12. Almas Vazias - 13. Ahh, Sangue, Chuva - 14. Tocado pela Rima - 15. Grande Esforço - 16. Direito - 17. Popular - 18. Balsa - 19. Festa - 20. Movimento Rotacional | - 10. 疑枠 (Giwaku) - 11. 待ち甲斐 (Machigai) - 12. 枯魂 (Kodama) - 13. ああ降ろう、血 (Ā Furō, Chi) - 14. 韻に触れる (In ni Fureru) - 15. 更努 (Kōdo) - 16. 右 (Migi) - 17. モテ (Mote) - 18. 渡し舟 (Watashibune) - 19. パーティー (Pātī) - 20. 回転移動 (Kaiten Idō) |

| - 21. Seleção - 22. Misrun - 23. Perada - 24. Sentimento de Cuidado - 25. Comando - 26. Ah - 27. Chamando por Dentro - 28. Situação em Desordem - 29. Seguindo um Ninho - 30. Congelado - 31. Piyyut - Especial. Palhaço | - 21. 選る (Yoru) - 22. 謬徒 (Byūto) - 23. 梨酒 (Rishu) - 24. 撫気 (Buke) - 25. 令 (Rei) - 26. あ (A) - 27. 呼居 (Koiru) - 28. 場乱す (Ba Imasu) - 29. 栖求 (Sukyū) - 30. 凍る (Kōru) - 31. ピュート (Pyūto) - 番外編. JOKER |

| - 31.5. Com o Mestre - 32. Coma e Corra - 33. Abraçando Livros - 34. Boa Forma - 35. Dependência - 36. Repentinamente - 37. Segredo Mortal - 38. Um Certo M - 39. Profundidade - 40. Incorporando - 41. O Ás do F | - 31.5. 主と (Shu to) - 32. 喰い足る (Kuitaru) - 33. 抱く書 (Idakusho) - 34. 良い形 (Yoi Katachi) - 35. 依存 (Izon) - 36. ふと (Futo) - 37. 屍秘 (Shipi) - 38. あるM (Aru M) - 39. 深浅 (Shinsen) - 40. 網羅 (Mōra) - 41. fのエース (f no Ēsu) |

| - 42. Filamento - 43. Som Revelador - 44. # - 45. Plano T - 46. Cº - 47. Partida - 48. N.T. - 49. Sinal Pulsante - 50. Mão - 51. Aparando Núcleos - 52. Eve | - 42. 灯糸 (Hīto) - 43. 示音 (Jion) - 44. # - 45. 計画t (Keikaku tī) - 46. C° - 47. 燐寸 (Macchi) - 48. N.T. - 49. 脈打つ信号 (Myakūtsu shingō) - 50. 手 (Te) - 51. 剃る芯 (Soru shin) - 52. イヴ (Ivu) |

| - 53. Sonho - 54. Criança Nascida - 55. Alice& - 56. O Segundo Rei - 57. Sorriso Arrependido - 58. Divertidamente Frágil - 59. Ajoelhe! - 60. Fios de Sangue - 61. O ENT - 62. Abraçando a Capital - 63. Árvore Enterrada Viva | - 53. 夢 (Yume) - 54. 娩児 (Benji) - 55. Alice& - 56. 二の王 (Futatsu no Ō) - 57. 悔いて笑む (Kuite Emu) - 58. 戯れ薄く (Zare Usuku) - 59. 伏せ! (Fuse!) - 60. 血の糸 (Chi-no Ito) - 61. the ENT - 62. 都を抱く (To o Daku) - 63. 葬生樹 (Sōseiki) |

| - 64. Um Incômodo - 65. Passos Pesados - 66. Velha Guarda - 67. Trocando Recipientes - 68. Aquilo do S - 69. Administrar a Limpeza - 70. Coelho Relâmpago - 71. Esperança e Sofrimento - 72. Síncope e Transmissão - 73. Flor - 74. EF - 75. O Ovo do K | - 64. 喰う腑 (Kuu Fu) - 65. 重歩 (Chōbo) - 66. 古き護り (Furuki Mamori) - 67. 器移 (Ki'i) - 68. Sのそれ (Esu no Sore) - 69. 施浄 (Sejō) - 70. カミナリウサギ (Kaminari Usagi) - 71. 望苦 (Bōku) - 72. 失神と伝導 (Shisshin to Dendō) - 73. 花 (Hana) - 74. EF (Ī Efu) - 75. Kの卵 (Kei no Tamago) |

| - 76. Escassez Preguiçosa - 77. Morte Idiota - 78. 100P - 79. Devora - 80. Promoção - 81. Colar de Pérolas - 82. Dá-me o teu coração - 83. Eu Ouvi a Porta a Fechar-se - 84. Asas Dadas - 85. Caixa Branca - 86. Arco-Íris Branco | - 76. 惰疎 (Dauto) - 77. 死痴 (Shichi) - 78. 100p (100p) - 79. 喰らい (Kurai) - 80. 歯を (Ha o) - 81. 琲 (Hai) - 82. 心臓を (Shinzō o) - 83. 門のとじる音をきいた (Mon no Tojiru Oto o Kiita) - 84. 羽 与えられ (Hane ataerare) - 85. しろい箱 (Shiroi hako) - 86. 白虹 (Hakkō or Shironiji) |

| - 87. A Criança Odiada - 88. Explosão - 89. Vómito - 90. Lixo - 91. Fome - 92. Cabeça Feia - 93. Mentiras do f - 94. Báu de Sangue - 95. Am - 96. Sangue Suspeito - 97. Um Corpo - 98. Velha Escola | - 87. 厭なこ (Iya na ko) - 88. はっぱ (Happa) - 89. 嘔吐すべき (Ōto Subeki) - 90. クズ (Kuzu) - 91. うえ (Ue) - 92. 醜頭 (Minikuiatama) - 93. fの嘘 (f no Uso) - 94. 広げる胸 (Hirogeru Mune) - 95. Am (Am) - 96. 疑う血 (Utagau Chi) - 97. 身一つ (´´Mi Hitotsu) - 98. 旧派 (Kyūha) |